# Мормонизм
Мормони́зм (см. также Движение святых последних дней) — обобщённое название религиозной культуры, возникшей в результате распространения и развития Церкви Иисуса Христа Святых последних дней (ЦИХСПД, ЦСПД или СПД), созданной в первой половине XIX века Джозефом Смитом в США.
В наши дни мормонизм и Церковь Иисуса Христа Святых последних дней — не вполне тождественные понятия, потому что после смерти основателя от первоначального движения начали откалываться большие и малые группы, провозглашавшие себя хранителями истинного учения. Среди последних наиболее известны Сообщество Христа (ранее — Реорганизованная церковь Иисуса Христа Святых последних дней, РСПД) и Фундаменталистская церковь Иисуса Христа святых последних дней. Далее в статье речь пойдёт о взглядах и обычаях собственно Церкви Иисуса Христа Святых последних дней с центром в Солт-Лейк-Сити, штат Юта.
Большинство людей, относящих себя к числу мормонов, называет себя «святыми последних дней». Само название «мормоны» сегодня распространено больше, чем в прежние времена, но некоторые по-прежнему протестуют против употребления терминов «мормон» и «мормонизм» в связи с тем, что когда-то эти слова имели негативную окраску.
В последние полвека среди мормонов значительно выросло число т. н. «номинальных мормонов» (англ. Jack Mormons), родившихся в семьях членов церкви, но не разделяющих мормонские убеждения и не участвующих в жизни общины.

## Учение мормонов
Краеугольным камнем богословия мормонов является учение о «восстановлении», согласно которому вскоре после смерти апостолов Христа истинная Церковь исчезла с лица земли. Только через много столетий, в 1820 году, Бог избрал Джозефа Смита, чтобы через него восстановить «истинное учение и истинную организацию церкви». После смерти Смита роль «пророка, провидца и носителя откровений» по очереди наследовали ещё шестнадцать президентов церкви СПД.
Основные положения вероучения мормонов записаны в тринадцати «Символах веры». Этот документ не даёт полного представления о верованиях мормонов, и многие характерные учения СПД в него не включены.

### Священное писание
1. Тексты, которые церковь СПД признаёт в качестве священного писания, называются «Образцовыми трудами».
2. Библия признаётся Божьим Словом настолько, насколько она правильно переведена (8-й Символ Веры)[2]. Утверждается, что текст Библии был искажён нерадивыми и злонамеренными переводчиками и переписчиками, и ранние мормоны даже сомневались, «сохранился ли хотя бы один стих Библии в таком виде, чтобы сегодня имел тот же смысл, что и оригинал»[3]. Мормоны принимают английский Перевод Короля Якова 1611 с ссылками от Перевода Библии Джозефом Смитом.
3. Книга Мормона называется «самой правильной книгой на земле». Считается, что при помощи этой книги «человек может приблизиться к Богу более, чем при помощи любой другой книги»[4]. Вера в истинность Книги Мормона является для мормонов необходимым условием спасения.
4. «Драгоценная жемчужина» и «Учение и заветы» суть также слова Бога.
5. Любое откровение или официальное заявление, исходящее из уст пророка-президента церкви, также является частью вероучения и иногда включается в категорию священных текстов[5]. «Учение и заветы» содержит множество подобного рода откровений современных пророков.

### Учение о Боге

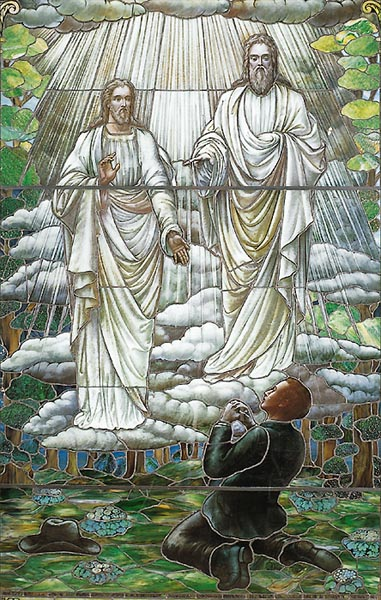
Первое видение — Бог и Иисус Христос являются молодому Джозефу Смиту-младшему в 1820 году

### Бог как Небесный Отец
1. Иисус учил, что Бог есть «Отец наш, сущий на небесах» (От Матфея 6:9). Учение СПД называет Бога Небесным Отцом по тому виду, что Он Отец духов всех людей.
2. Как Отец, Бог знает и любит каждого лично. Он хочет, чтобы каждый обрёл радость в этой жизни и вернулся к Нему, чтобы жить с Ним, когда эта жизнь закончится.
3. Он подготовил план, чтобы помочь своим детям в этом. Это план спасения, план счастья. Он даёт возможность обрести мир в этой жизни и жизнь вечную в мире грядущем."[6]
4. Христианское учение о Троице апостол СПД Брюс Р. Макконки назвал первой из семи величайших ересей христианства[7]. В учении самих мормонов Бог Отец, Иисус и Святой Дух изображаются как три разных Божественных существа (три Бога), имеющих разную природу и объединённых лишь в своём намерении[8]. При этом мормоны не признают обвинений в многобожии (троебожии) на том основании, что они, веруя в существование кроме Бога-Отца ещё и Его Сына-Иисуса Христа и Святого Духа, поклоняются одному лишь Отцу-Элохиму[9].
5. Бог Отец и Иисус Христос имеют материальные, осязаемые тела «из плоти и костей»[10].

### Иисус Христос
1. Иисус Христос был первым из духовных детей, рождённых Элохимом на небесах. Таким образом, Иисус в самом буквальном смысле является нашим старшим братом.
2. Он Единородный Сын Небесного Отца во плоти.
3. Он Искупитель всех людей.
4. Через Иисуса Христа Небесный Отец обеспечил путь, которым все люди могут стать подобными Ему и вернуться, чтобы жить с Ним вечно.
5. Христос есть Бог, Господь, Иегова Ветхого Завета.
6. В течение сорока дней после воскресения Иисус являлся ученикам на Американском континенте, возвещая им то же учение, что и апостолам-евреям немногим ранее[11].
7. Под руководством Бога-Отца Иисус Христос сотворил Землю.
8. Когда Иисус Христос жил на Земле (примерно 2000 лет тому назад), Его жизнь была совершенной. Он учил словом и примером тому, как должны жить люди в любви к Богу и ближним.
9. Своим страданием в Гефсиманском саду и Своей смертью на кресте — совершив таким образом Искупление — Иисус Христос спас всех от грехов (1-е Петра 2:21), дабы все люди следовали за Ним.
10. Своим Воскресением Иисус Христос преодолел смерть. Благодаря этому, все получат дар воскресения (Деяния 24:15; 1-е Коринфянам 15:22). Когда жизнь на этой Земле закончится, Иисус Христос будет последним Судьёй (Деяния 17:31; От Иоанна 5:21—22; Деяния 10:42)."[12]

### Предземная жизнь, грехопадение и война на небесах
1. Элохим является творцом человеческих духов.[13].
2. Однако люди не могли развиваться до совершенства в доме своих Небесных Родителей, поэтому Бог сотворил землю, где люди должны были подвергнуться испытаниям и, используя своё право свободного выбора, достигнуть совершенства и божественности.
3. Учитывая всё сказанное, грехопадение Адама было не столько преступлением, сколько благословением для людей, поскольку открыло им путь к «вечному прогрессу». Как выразился один из руководителей мормонов, «Адам упал вверх» (Adam fell upwards). В Книге Мормона также сказано: «Адам пал, дабы человечество могло быть. А человечество есть, дабы иметь радость»[14].
4. Перед тем, как сотворить мир, Элохим собрал «совет Богов», на котором Иисус и Люцифер по очереди представили свои варианты спасения людей, которые должны были отпасть от Бога. Боги предпочли вариант Иисуса. Тогда Люцифер взбунтовался и поднял мятеж, в который вовлёк одну треть духов. Иисус с другой третью духов вступил с ним в битву и одержал победу. Духи, ставшие сторонниками Люцифера, навсегда лишены права обрести человеческое тело[15]. Сподвижники Иисуса обретают человеческое тело, рождаясь на земле.

### Спасение

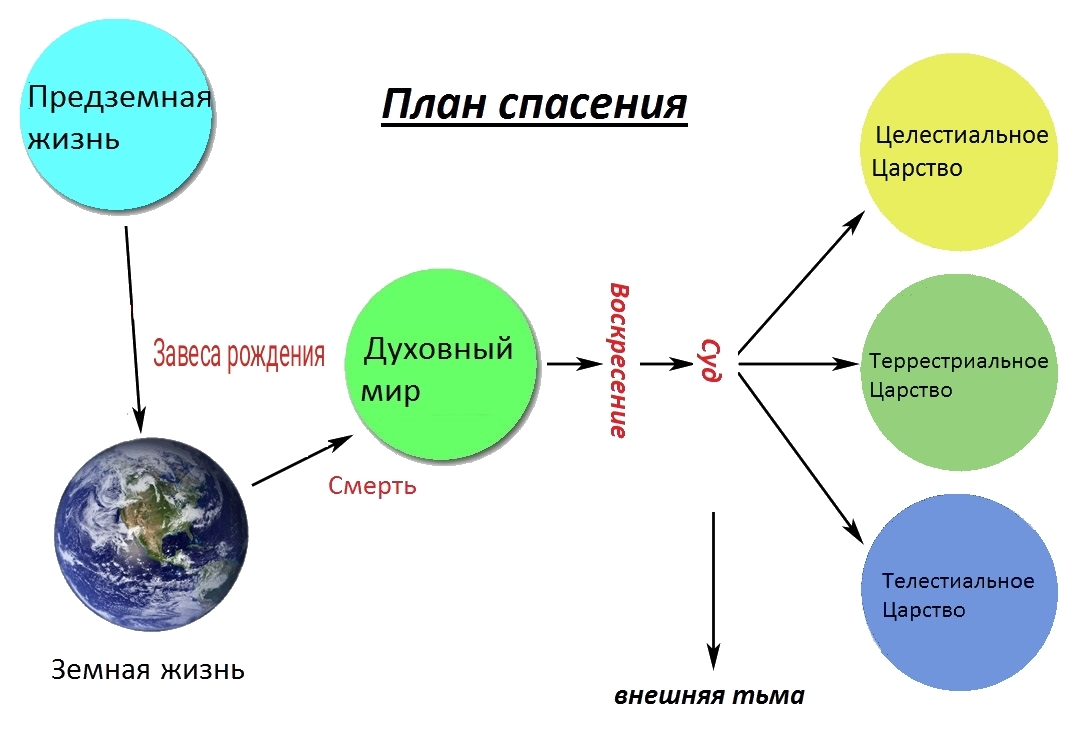
План спасения

Спасение для мормонов — нечто большее, чем просто граница между вечной погибелью и вечной жизнью.
«Всех будет ожидать Общее Спасение в том смысле, в котором этот термин обычно используется, однако спасение, под которым следует понимать воскресение, — это не возвышение» .
Мормоны считают, что искупительная смерть Христа даровала всем людям возможность воскресения. После воскресения в день суда каждый человек получит воздаяние в зависимости от совершённых дел в одном из царств:
- Царство целестиальное — «слава Солнца» — здесь люди становятся богами и получают все те же силы и возможности, какие имеет сам Бог.
- Царство террестриальное — «слава Луны». Здесь пребывает только Святой Дух и изредка наведывается Христос.
- Царство телестиальное — «слава звёзд». Сюда изредка наведывается Святой Дух.

Так Бог будет судить людей «по делам их и желаниям сердца» — в зависимости от Его решения каждый человек будет помещён в одно из трёх царств:
. Таким образом, благодать является «необходимым, но недостаточным условием».
1. Истинное спасение, или возвышение, — это обретение божественности в целестиальном царстве.
2. Только тем, кто узнав о плане Небесного Отца, откровенно избрал Сатану, а не Бога, достанется «тьма внешняя», где будут «плач и скрежет зубов».
3. Несмотря на то, что люди являются наследниками Адама и Евы, которые пали, чтобы человечество могло быть, только Адам и Ева будут отвечать перед Богом за нарушение запрета не вкушать запретный плод. Человек несёт ответственность только за свои собственные прегрешения и должен каяться.
4. Крещение через погружение в воду для отпущения грехов, которое производит носитель священства Бога, необходимо для личного спасения.
5. Младенцы, которые умерли не достигнув 8-летнего возраста (возраста, когда наступает ответственность за поступки), спасены без крещения. Точно так же те, кому уже исполнилось 8 лет, но кто в силу нарушений интеллектуального развития не может осознать свои прегрешения и покаяться, спасены без крещения.
6. Для того, чтобы получить вечную жизнь, человек должен хранить веру, каяться и прислушиваться к указаниям Бога. Среди дополнительных условий для получения спасения и возвышения, помимо обрядов крещения и конфирмации, — облечение и запечатывание (обряды, выполняемые во время церемонии церковного бракосочетания).

### Посмертное существование
Мормоны верят в то, что дух проходит, как минимум, четыре ступени бытия.
1. Предземное существование в виде духовных детей Небесного Отца.
2. Время испытаний и получения опыта на земле вне присутствия Бога (см. Духовная смерть).
3. В духовном мире духи умерших находятся до своего воскресения. Там те, кто умер, не получив возможности принять восстановленное евангелие при жизни, могут узнать о нём от тех, кто принял его. Вот почему некоторые мормонские организации, в частности Церковь Иисуса Христа Святых последних дней, практикуют крещение за умерших.
4. После воскресения и Страшного суда большинство людей получат возможность жить в одном из «царств славы» (Целестиальном, Террестриальном или Телестиальном). Те, кто сознательно отверг Бога и бросил Ему вызов, в частности Сатана, станут Сынами погибели. Они не получат места ни в одном из царств славы и будут наказаны за то, что познав Бога, всё же избрали служение Сатане. Чаще всего о месте их пребывания говорится как о Внешней тьме.

### Взаимоотношения с христианскими конфессиями и другими религиями
Основной принцип взаимоотношений с другими конфессиями прописан в Символах Веры мормонов:
Мы заявляем за собой привилегию поклоняться Богу Всемогущему согласно голосу нашей совести и предоставляем всем людям ту же привилегию: пусть они поклоняются как, где или чему им угодно.
При этом мормоны верят в то, что
1. Джозеф Смит-младший получил повеление Бога восстановить Евангелие Иисуса Христа и вновь организовать Церковь, существовавшую во времена новозаветных апостолов.
2. Все прочие христианские церкви отошли от Церкви Христа во времена Великого отступничества, но, тем не менее, сохранили большую часть истины.
3. Только та церковь, что была восстановлена Богом через Джозефа Смита, имеет власть священства проводить таинства, необходимые для спасения. В то же время многие другие конфессии, в том числе нехристианские, имеют право и возможность учить людей истине.

### Мормонизм и наука
Мормоны позиционируют себя в качестве сторонников развития науки и техники, настаивают на совместимости веры и науки (в том числе таких её направлений, как космология и эволюционная биология), а также совместимости мормонизма и рационализма, трансгуманизма и ряда других направлений философской мысли.

## Критика
Мормонов часто критикуют по теологическим соображениям. Большинство христиан критикует учение святых последних дней за его неортодоксальность, хотя святые последних дней прибегают к помощи Библии для поддержки своего учения и обычаев. Мормонизм также вызывает критику своими заявлениями, например, о том, что власть священства, наделенного действительно полномочиями от Бога, была забрана с земли во времена отступничества, а затем была снова возвращена через Пророка Джозефа Смита.
Многие христианские конфессии отказываются признавать мормонов христианами. Так, Русская православная церковь считает Церковь Иисуса Христа святых последних дней «языческой сектой». В частности, мормоны критикуются за отказ признавать догмат о Троице, из чего делается вывод о том, что Отец, Сын и Святой Дух, о которых говорят мормоны, — это три Бога, что противоречит монотеистическому принципу многих христианских конфессий, выраженному в догмате о Троице. Все эти течения против Троицы на Никейском соборе признаны как ересь и противоречие Слову Божию.
Нет единого мнения по поводу того, к какой религиозной деноминации следует отнести мормонов. Так, в 2000 году в журнале Spirituality in East and West, издаваемом в Орхусе (Дания) организацией Dialog Center International, отмечалось, что мормоны не могут считаться христианами уже потому, что, по их учению, люди после своей смерти могут стать богами. Этот вывод возродил интерес к данной теме в европейских научных кругах. Сторонники признания за мормонами права называться христианами апеллировали к словам Иринея Лионского: «Христос, который стал как мы, может сделать нас такими же, как Он Сам» (предисловие к пятой книге «Adversus Haereses»). Противники утверждали, что Ириней имел в виду лишь то, что в каждом из людей присутствует Бог, но это не означает, что люди могут стать богами. Этот вывод был поддержан Римской католической церковью, хотя официальных заявлений по поводу мормонизма Святой престол не делал. Некоторые учёные  склоняются ко мнению, что мормонизм, как и другие религии Новой эры (New Age), является развитием идей гностиков.

### Официальные сайты
- http://www.lds.org/languages/mainmenu/0,5362,88-21,00.html (рус.)
- https://web.archive.org/web/20090429185433/http://www.mormon.org/welcome/0,6929,403-21,00.html (рус.)
- Церковь Иисуса Христа Святых последних дней (российский сайт)

### Неофициальные сайты
- Проект LDS Friend
- MormonWiki.org (англ.)
- Книга Мормона онлайн

### Упоминания в СМИ
- Журнал «Вестник Евразии». Татьяна Чемикосова. Мормоны в России: реальное и виртуальное существование (объективный взгляд)

### Критика мормонизма
- Мормонизм
- Храмы мормонов
- Утерянная книга Авраама
- Юрий Кондратьев. История и вероучение секты мормонов
- Глава из книги Дворкина А. Л. «Сектоведение»
- http://www.vatican.va/roman_curia/pontifical_councils/cultr/documents/rc_pc_cultr_20010315_doc_i-2001-not_en.html
- http://exmormon.narod.ru/ (подборка ссылок)

### Прочие ссылки
- «Мормоны» из энциклопедии «Кругосвет»
- http://religio.ru/dosje/12/225.html Архивная копия от 9 октября 2017 на Wayback Machine
- http://lightplanet.com/mormons/index.htm (англ.)